# Mascarell camablau
El mascarell camablau (Sula nebouxii) és un ocell marí originari de les regions subtropicals i tropicals de l'oceà Pacífic oriental. És una de les sis espècies del gènere Sula.
És fàcil de reconèixer pels seus distintius peus blaus brillants, que és un tret seleccionat sexualment. Els mascles mostren els seus peus en un ritual d'aparellament elaborat aixecant-los cap amunt i cap avall davant de la femella. La femella és una mica més grossa que el mascle i pot mesurar fins a 90 cm de llarg amb una envergadura de fins a 1,5 m.
Els hàbitats naturals de reproducció del mascarell camablau són les illes tropicals i subtropicals de l'oceà Pacífic. Es pot trobar des del golf de Califòrnia, al llarg de les costes occidentals d'Amèrica Central, i fins al sud del Perú. Aproximadament la meitat de totes les parelles reproductores nidifiquen a les illes Galápagos.
La seva dieta consisteix principalment en peixos, que s'obté capbussant-se i de vegades nedant sota l'aigua a la recerca de les seves preses. De vegades caça sol, però generalment caça en grup.
El mascarell camablau sol posar d'un a tres ous alhora. L'espècie practica l'eclosió asíncrona, a diferència de moltes altres espècies en què la incubació comença quan es posa l'últim ou i tots els pollets desclouen junts. Això es tradueix en una desigualtat de creixement i una disparitat de mida entre germans, donant lloc al caïnisme facultatiu en temps d'escassetat d'aliments. Això fa que el mascarell camablau sigui un model important per estudiar el conflicte entre pares i fills i la rivalitat entre germans.

## Taxonomia
El mascarell camablau va ser descrit pel naturalista francès Alphonse Milne-Edwards l'any 1882 amb l'actual nom binomial Sula nebouxii. L'epítet específic va ser escollit per honrar el cirurgià, naturalista i explorador Adolphe-Simon Neboux (1806-1844).
Existeixen dues subespècies reconegudes:
- S. n. nebouxii. Milne-Edwards, 1882 - Costa del Pacífic d'Amèrica del Sud i Amèrica Central
- S. n. excisa. Todd, 1948 – Illes Galápagos.[8]

El seu parent més proper és el mascarell del Perú (Sula variegata). Les dues espècies probablement es van separar recentment a causa de les seves característiques ecològiques i biològiques compartides. Un estudi de 2011 de múltiples gens va calcular que les dues espècies van divergir fa entre 1,1 i 0,8 milions d'anys.
El mascarell camablau és, com altres ocells marins, maldestre a terra. També es consideren ximples per la seva aparent confiança amb els humans.

## Descripció
El mascarell camablau fa una mitjana de 81 cm de llarg i pesa 1,5 kg, sent la femella una mica més grossa que el mascle. Les seves ales són llargues, punxegudes i de color marró. El coll i el cap del mascarell camablau són de color marró clar amb ratlles blanques, mentre que el ventre i la part inferior presenten un plomatge blanc pur. Els seus ulls estan col·locats a banda i banda del bec i orientats cap al davant, permetent una excel·lent visió binocular. Els seus ulls són d'un groc característic, amb el mascle amb més groc als iris que la femella. Els pollets dels mascarells camablaus tenen el bec i els peus negres i estan revestits d'una capa de plomissol blanc i suau. La subespècie S. n. excisa que cria a les illes Galápagos és més gran que la subespècie nominal i té un plomatge més clar, especialment al voltant del coll i el cap.

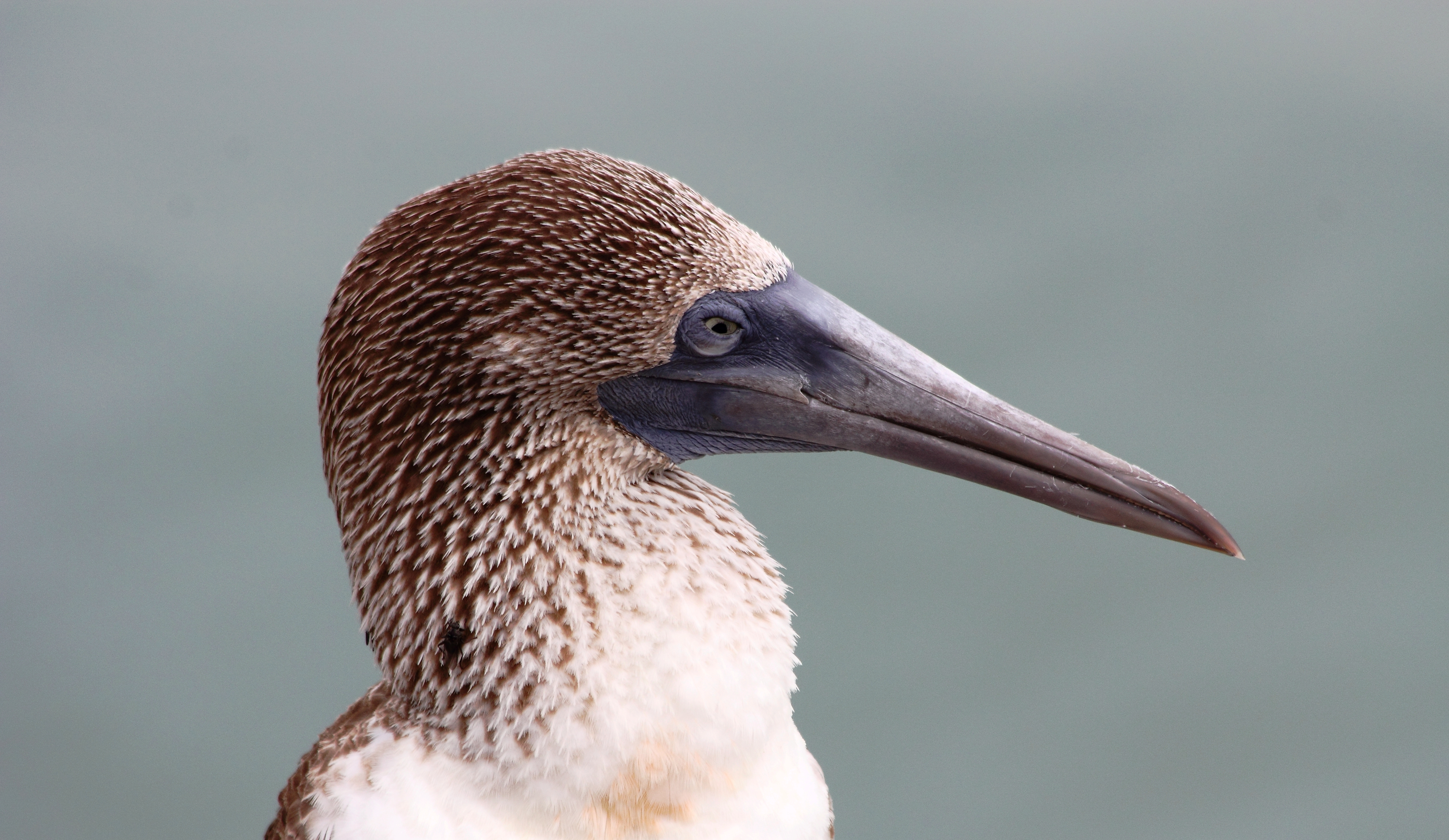
Coll i cap d'un mascarell camablau que mostra un color i un bec caracteristics
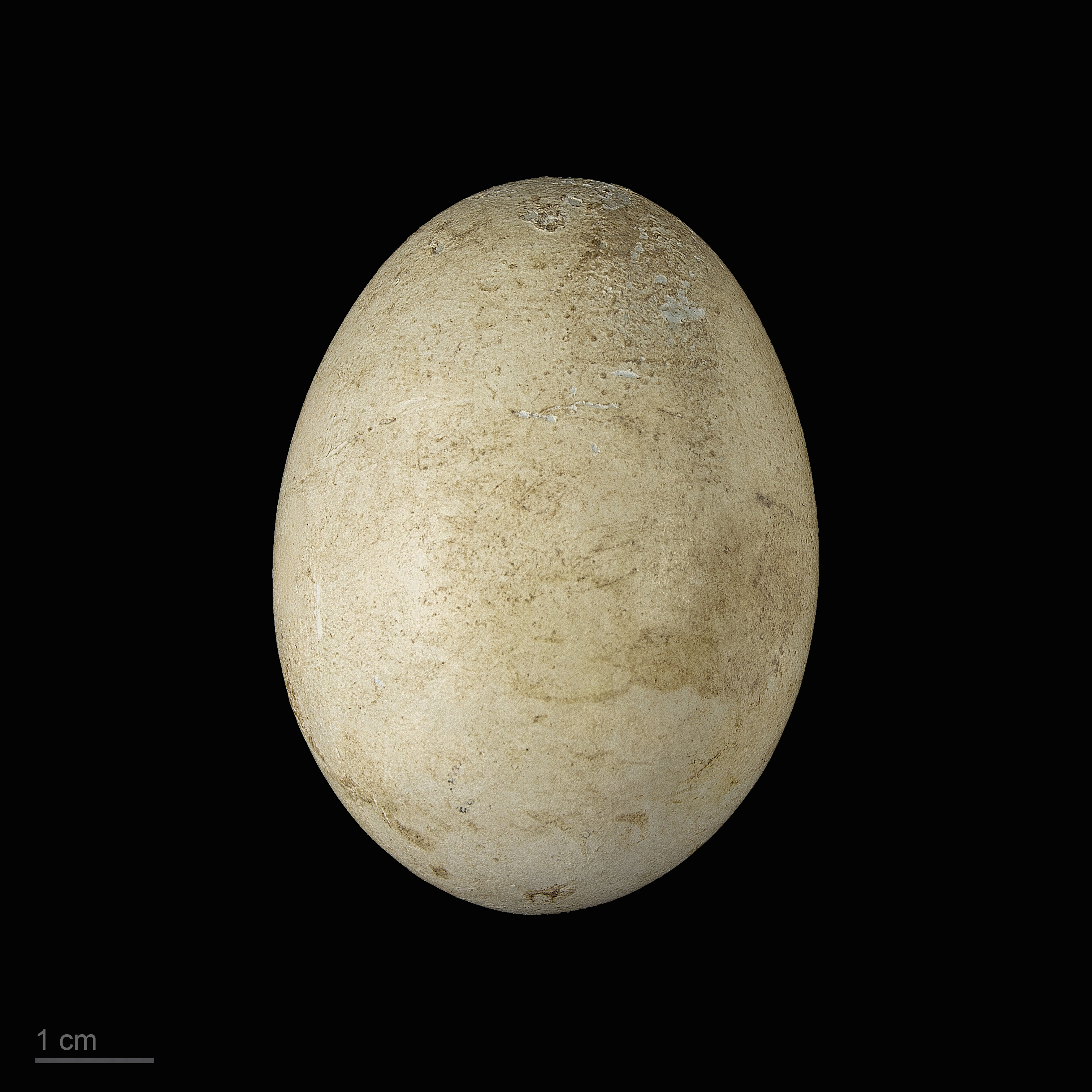
Ou de Sula nebouxii

El mascarell del Perú té un aspecte semblant, però té els peus grisos, el cap i el coll més blancs i taques blanques a les cobertes alars. Les distribucions de les dues espècies es superposen a les aigües del nord del Perú i del sud de l'Equador.

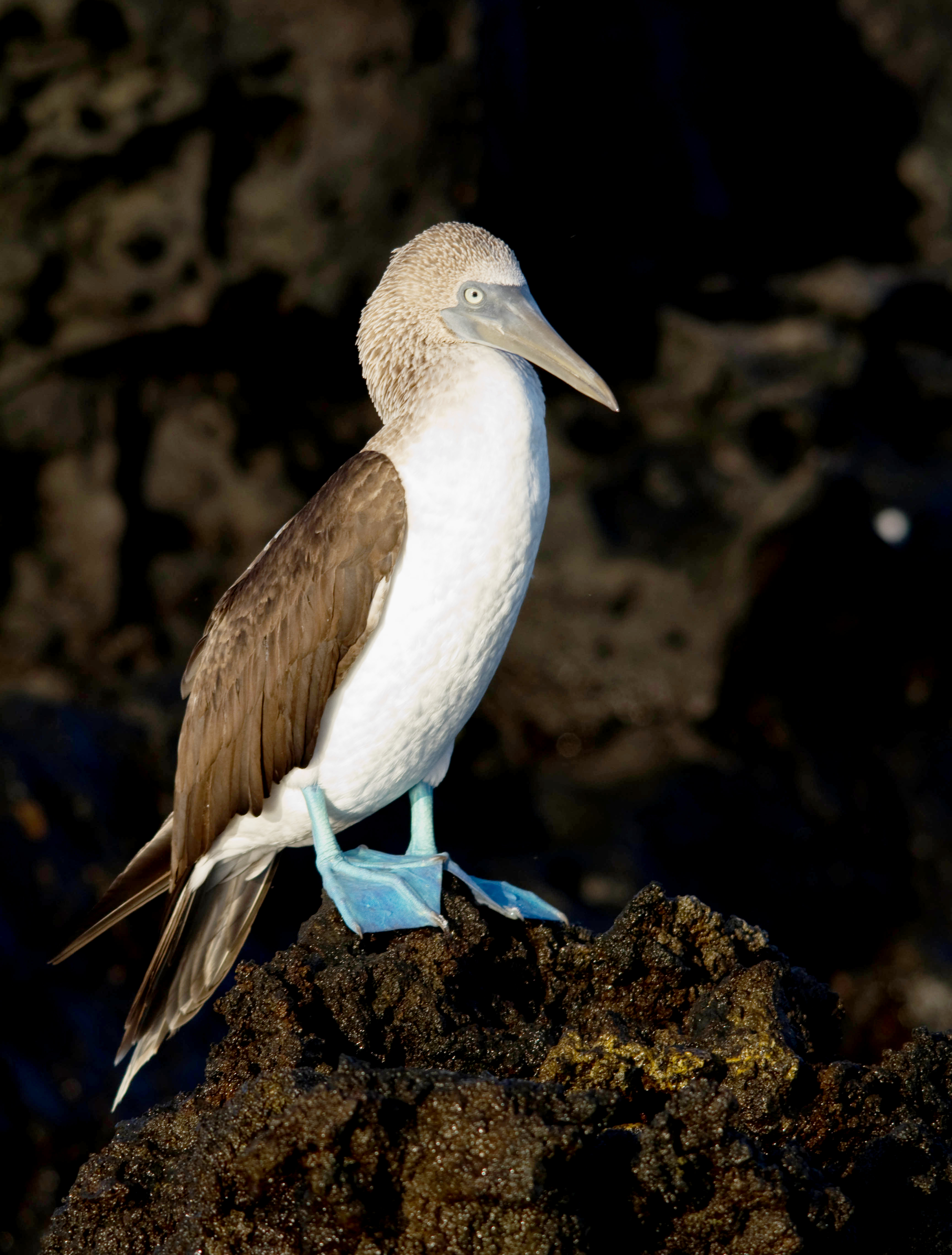
Es pot observar clarament la part ventral blanca a diferència de les ales de color marró fosc i les potes blaves
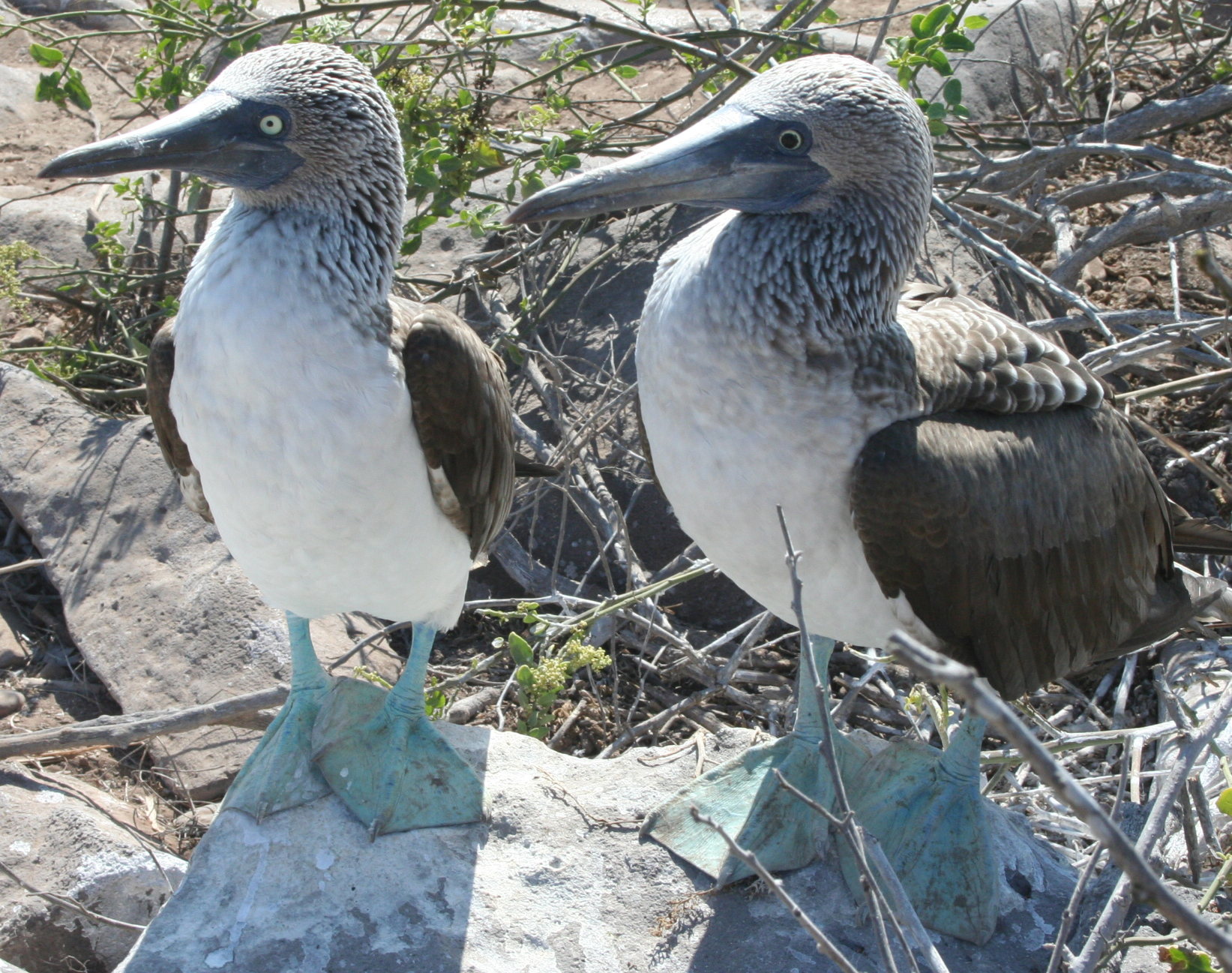
El mascle (esquerra) té una pupil·la més petita i els peus lleugerament més clars, i és de mida més petita que la femella
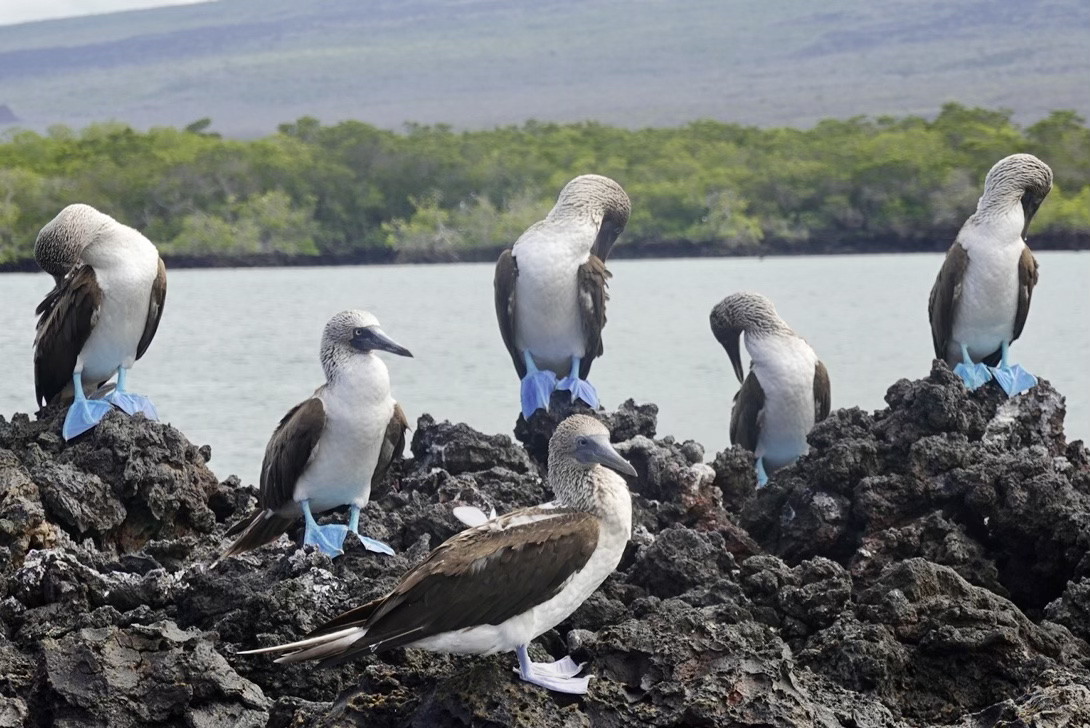
Grup d'ocells on s'observa diferents tons de color dels peus

Atès que el mascarell camablau depreda els peixos submergint-se de cap a l'aigua, els seus orificis nasals estan permanentment tancats i ha de respirar per les comissures de la boca. La seva característica més notable són els seus peus de color blau, que poden variar de color des d'un turquesa pàl·lid fins a un aiguamarina profund. Els mascles i els ocells més joves tenen els peus més clars que les femelles. Els seus peus blaus tenen un paper clau en els rituals d'aparellament i la cria, amb el mascle mostrant visualment els seus peus per atreure les seves companyes durant l'època de cria.

## Distribució i hàbitat
El mascarell camablau es distribueix entre les costes continentals de l'oceà Pacífic oriental des de Califòrnia fins a les illes Galápagos i al sud del Perú. És estrictament un ocell marí. La seva única necessitat d'anar a terra és la procreació i la criança, cosa que fa al llarg de les costes rocoses del Pacífic oriental.
Un mascarell camablau pot utilitzar i defensar dos o tres llocs de nidificació, que consisteixen petits forats a terra en lava negra nua, fins que desenvolupen una preferència a unes poques setmanes abans de la posta dels ous. Aquests nius es creen com a parts de grans colònies. Durant la nidificació, la femella es gira de cara al sol durant tot el dia, de manera que el niu està envoltat d'excrements.

### Dispersió natal
Les femelles comencen a reproduir quan tenen entre 1 i 6 anys, mentre que els mascles comencen a reproduir quan tenen entre 2 i 6 anys. Es produeix una dispersió natal molt limitada, el que significa que les parelles joves no es mouen lluny dels seus nius natals originals per a la seva pròpia primera reproducció, donant lloc a la congregació de centenars de mascarells en colònies denses. L'avantatge de la dispersió limitada és que en mantenir-se a prop dels llocs de nidificació dels seus pares, és més probable que els mascarells tinguin un niu d'alta qualitat. Atès que els seus pares havien criat pollets amb èxit fins a l'edat reproductiva, el lloc del seu niu devia ser eficaç, ja sigui per protegir-se de la depredació i el parasitisme, o per la seva aptitud per enlairar-se i aterrar.
S'ha observat bigàmia a l'espècie, i es coneixen casos en què dues femelles i un mascle comparteixen un sol niu.

## Pigmentació del peu

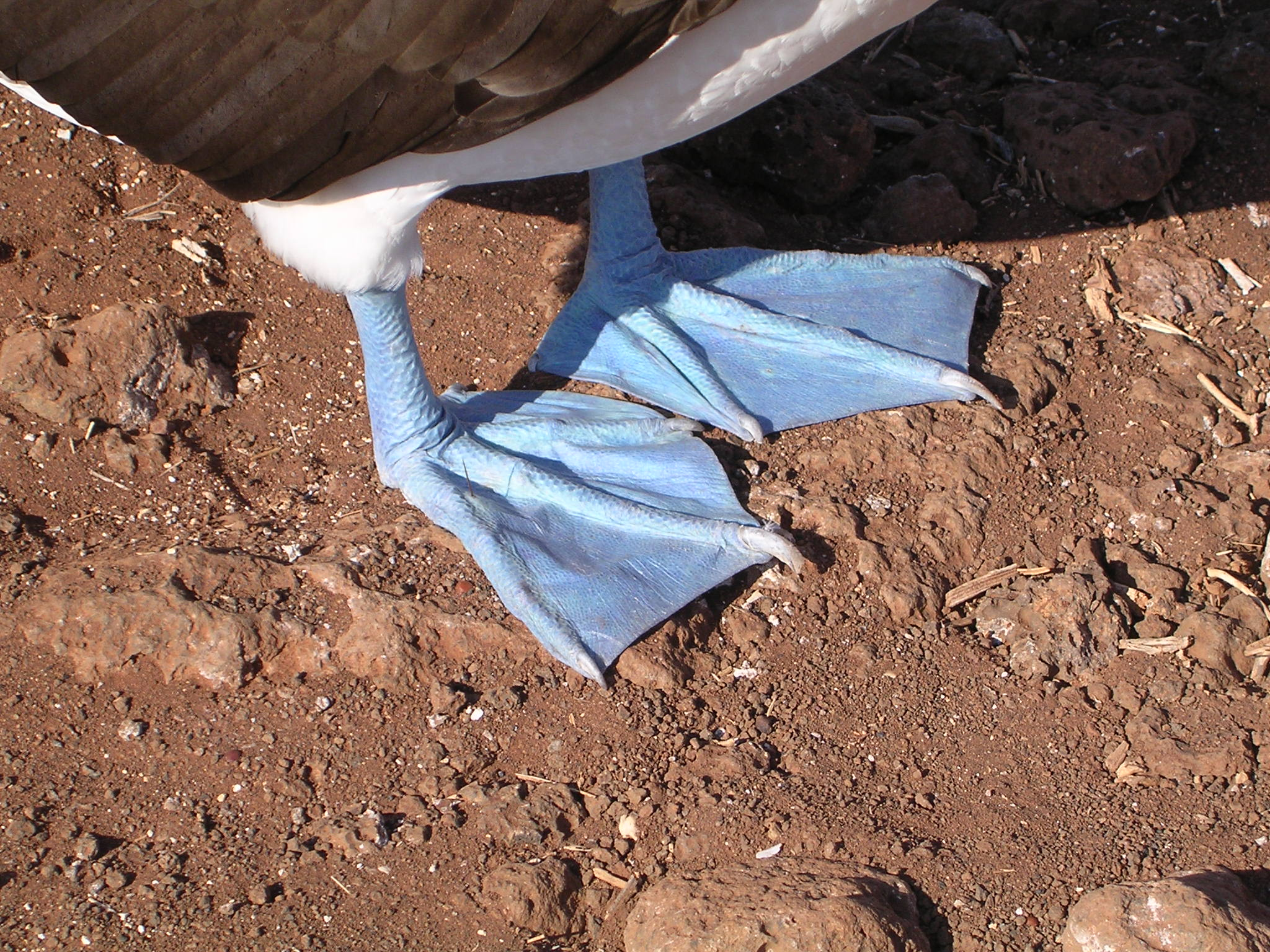
Detall de les cames i de les potes

El color blau dels peus palmats del mascarell camablau prové dels pigments carotenoides obtinguts de la seva dieta de peix fresc. Els carotenoides actuen com a antioxidants i estimulants per a la funció immune del mascarell camablau, cosa que suggereix que la pigmentació dels carotenoides és un indicador de l'estat immunològic d'un individu. Els peus blaus també indiquen l'estat de salut actual d'un mascarell. Els mascarells que es van privar d'aliments experimentalment durant 48 hores van experimentar una disminució de la brillantor del peu a causa d'una reducció de la quantitat de lípids i lipoproteïnes que s'utilitzen per absorbir i transportar carotenoides. Per tant, els peus són indicadors ràpids i honestos del nivell actual d'alimentació d'un mascarell camablau. Com que els peus blaus són senyals que indiquen de manera fiable l'estat immunològic i de la salut d'un mascarell camablau, la coloració s'afavoreix mitjançant la selecció sexual.

### La selecció del mascle
La brillantor dels peus disminueix amb l'edat, per la qual cosa les femelles tendeixen a aparellar-se amb mascles més joves amb peus més brillants, que tenen una fertilitat més alta i una major capacitat per a la cura paterna que els mascles més ancians. En un experiment d'acollida creuada, el color dels peus reflecteix la contribució paterna a la cria dels pollets; els pollets criats per pares adoptius amb peus més brillants van créixer més ràpid que els pollets criats per mascles adoptius amb peus més apagats.
Les femelles avaluen contínuament l'estat de la seva parella en funció del color dels peus. En un experiment, es va enfosquir els peus dels mascles amb maquillatge després que les seves companyes pongueren un primer ou al niu. Uns dies després, les mateixes femelles van pondre ous més petits. Com que els peus més apagats solen indicar una disminució de la salut i possiblement la qualitat genètica, és adaptatiu que aquestes femelles redueixin la seva inversió en el segon ou. Els segons ous més petits contenien menys concentració de rovell, cosa que podria influir en el desenvolupament de l'embrió, l'èxit de l'eclosió i el creixement i la supervivència posteriors dels pollets. A més, contenien menys andrògens del rovell. Com que els andrògens tenen un paper important en la supervivència dels pollets, l'experiment va suggerir que les femelles de mascarells camablaus utilitzen l'atractiu i la qualitat genètica percebuda dels seus companys per determinar quants recursos haurien d'assignar als seus ous. Això dona suport a la teoria de l'assignació diferencial, que prediu que els pares inverteixen més en la cura de la seva descendència quan s'uneixen amb una parella atractiva.

### La selecció de la femella
Els mascles també avaluen el valor reproductiu de la seva parella i ajusten la seva pròpia inversió en la cria segons l'estat de la seva parella. Les femelles que ponen ous més grans i brillants estan en millors condicions i tenen un major valor reproductor. Per tant, els mascles tendeixen a mostrar una major atenció i cura paterna als ous més grans, ja que aquests ous van ser produïts per una femella amb una bona qualitat genètica aparent. Els ous més petits i apagats van obtenir menys cura paterna. El color del peu femení també s'observa com una indicació de la condició femenina percebuda. En un experiment, els investigadors van canviar el color real de les potes de les femelles; els mascles estaven disposats a tenir una cura similar tant per als ous grans com els ous petits si la seva parella tenia els peus de colors brillants, mentre que els mascles emparellats amb femelles de peus apagats només incubaven ous més grans. Els investigadors també van trobar que els mascles no augmentaven la seva cura quan les femelles mostraven peus brillants i descendència d'alta qualitat.

## Comportament i ecologia

### Caça i alimentació
El mascarell camablau és un menjador de peixos especialitzat, s'alimenta de petits peixos com sardines, anxoves, verat i peixos voladors. També menja calamars i vísceres. El mascarell camablau caça submergint-se a l'oceà per a capturar la presa, de vegades des d'una gran alçada, i també pot nedar sota l'aigua perseguint la seva presa. Pot caçar sol, en parelles o en grups més grans. Els mascarell camablau viatja en grups d'uns 12 individus a zones d'aigua amb grans bancs de peixos petits. Quan l'ocell principal veu un banc de peixos a l'aigua, fa un senyal a la resta del grup i tots es submergeixen al mateix temps, llançant-se cap avall com unes fletxes.

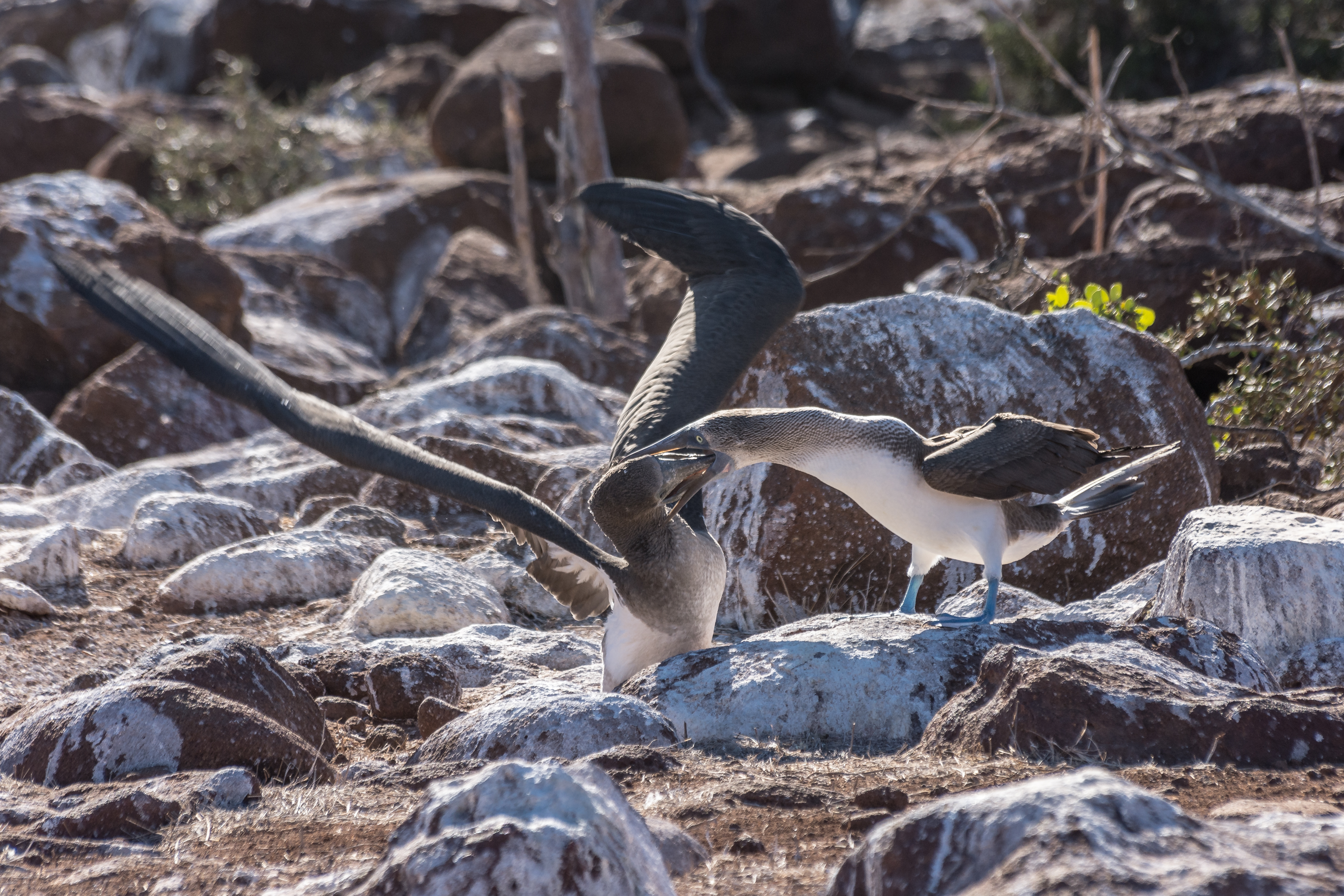
Alimentació d'un jove
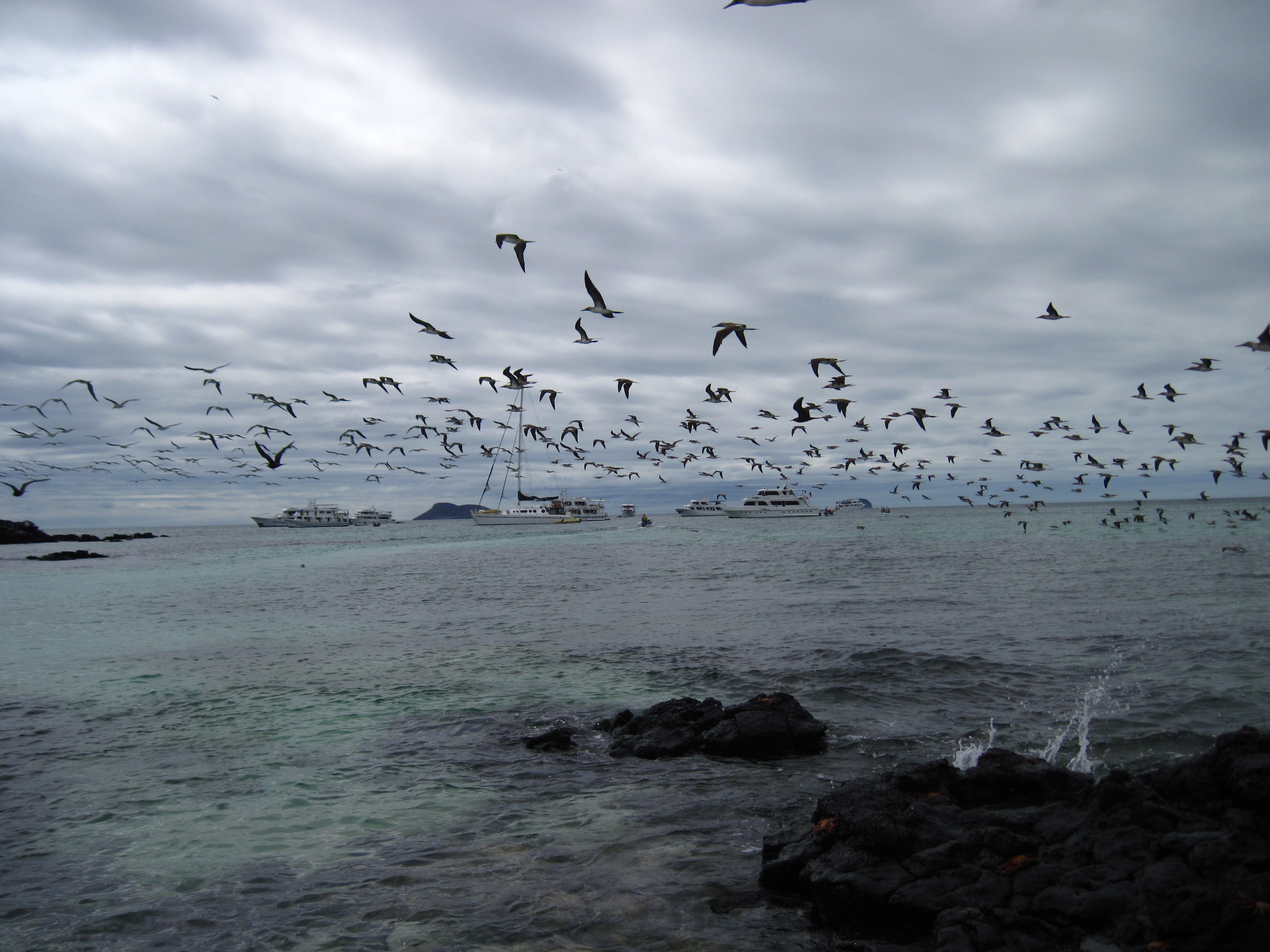
Mascarells camablaus pescant en grup

La immersió es pot fer des d'altures de 10-30,5 m i fins i tot fins a 100 m. Aquests ocells toquen l'aigua al voltant de 97 km/h (27 m/s) i poden arribar a profunditats de 25 m sota la superfície de l'aigua. Els seus cranis contenen bosses d'aire especials que protegeixen el cervell d'una pressió enorme.
Les preses se solen menjar mentre els ocells encara estan sota l'aigua. Els individus prefereixen menjar sols en comptes de fer-ho amb el seu grup de caçadors, normalment a primera hora del matí o a última hora de la tarda. Els mascles i les femelles pesquen de manera diferent, cosa que pot contribuir a per què els mascarells camablaus, a diferència d'altres mascarells, poden criar més d'una cria. El mascle és més petit i té una cua proporcionalment més gran, la qual cosa li permet pescar en zones poc profundes i aigües profundes. La femella és més gran i pot portar més menjar. Tant el mascle com la femella alimenten els pollets per regurgitació.

### Criança
El mascarell camablau és monògam, encara que té el potencial de ser bígam. És un criador oportunista, amb un cicle de cria cada 8 a 9 mesos.

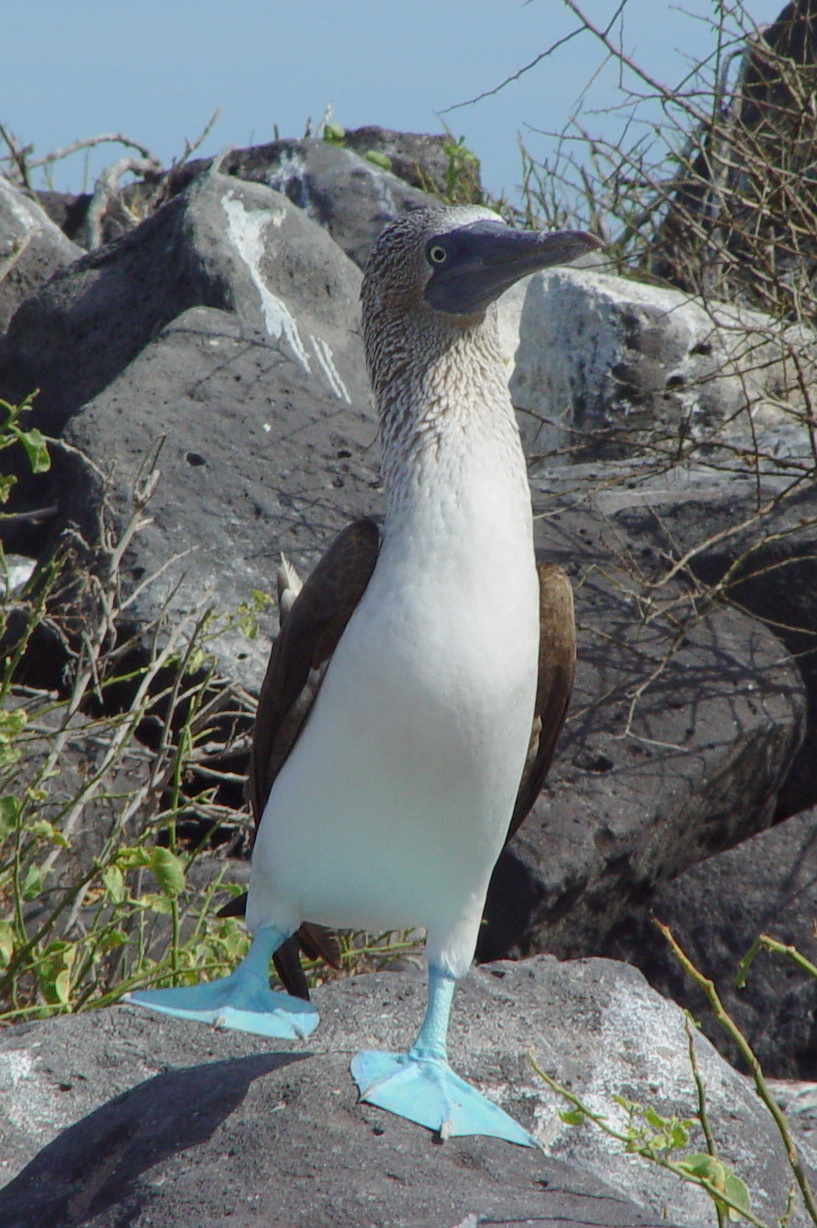
Mascarell camablau ballant i lluint els peus
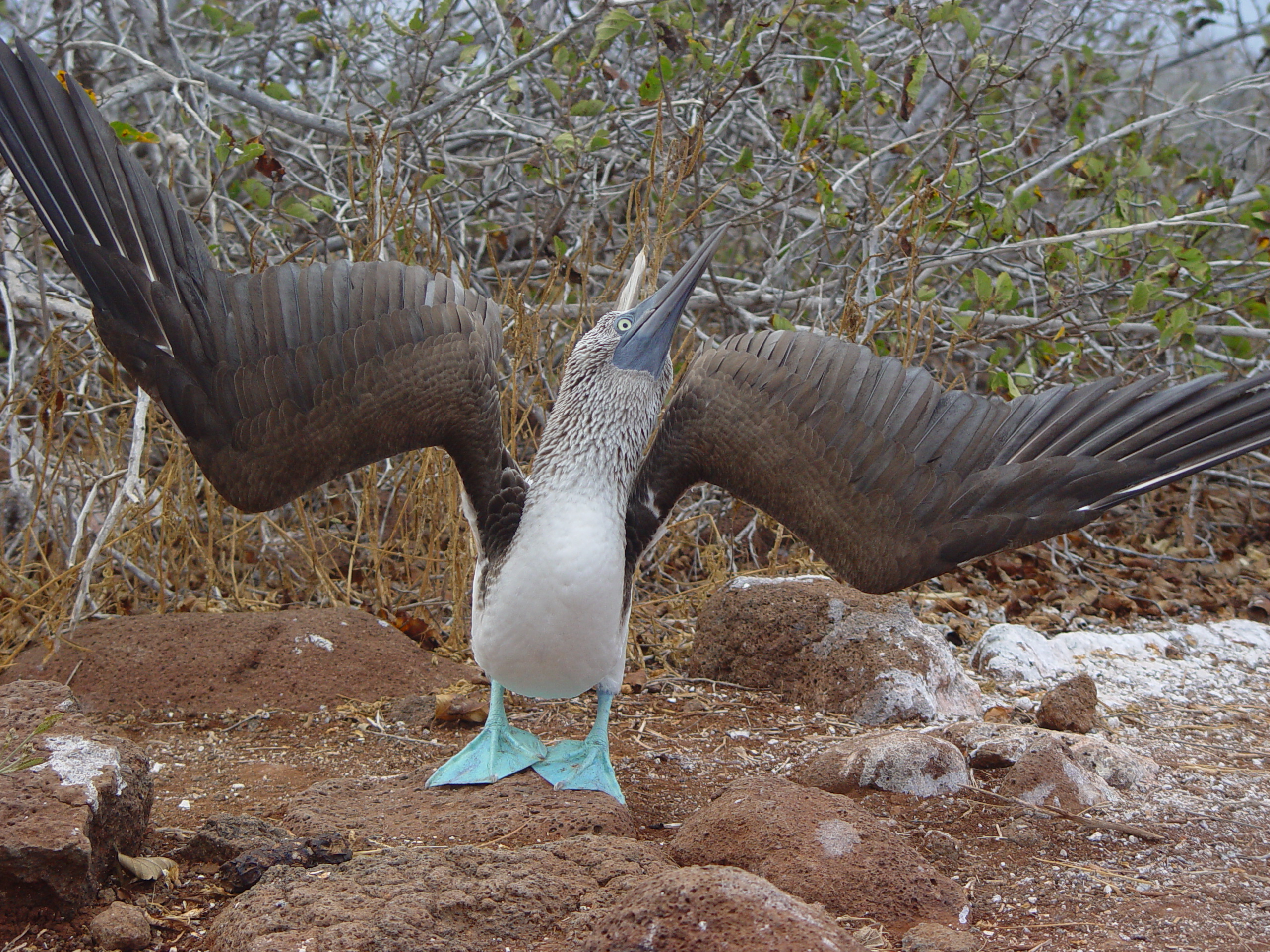
Mascle «assenyalant el cel»

El festeig del mascarell camablau consisteix en el fet que el mascle llueix els seus peus blaus i balla per impressionar la femella. El mascle comença ensenyant els peus davant de la femella. Després, presenta els materials del niu i acaba el ritual d'aparellament amb una exhibició final dels seus peus. El ball també inclou «assenyalant el cel», que consisteix en el fet que el mascle apunta el cap i el bec cap al cel mentre manté les ales i la cua alçades.

#### Criança del pollets
El mascarell camablau és una de les dues úniques espècies de mascarells que crien més d'un pollet en un cicle de cria.
La femella de mascarell camablau pon dos o tres ous, amb uns quatre o cinc dies de diferència. Tant el mascle com la femella es tornen per a incubar els ous, mentre que l'ocell no assegut vigila. Atès que el mascarell camablau no té cap placa d'incubació, fa servir els seus peus per mantenir els ous calents. El període d'incubació és de 41-45 dies. Normalment, un o dos pollets surten dels dos o tres ous que es van posar originalment. El mascle i la femella comparteixen les responsabilitats parentals. El mascle proporciona menjar a les cries en la primera part de la seva vida gràcies al seu busseig especialitzat. La femella pren el relleu quan la demanda és més alta. Els pollets s'alimenten dels peixos regurgitats a la boca de l'adult. Si el progenitor no té prou menjar per a tots els pollets, només alimentarà el pollet més gran, assegurant-se que almenys un sobreviurà.

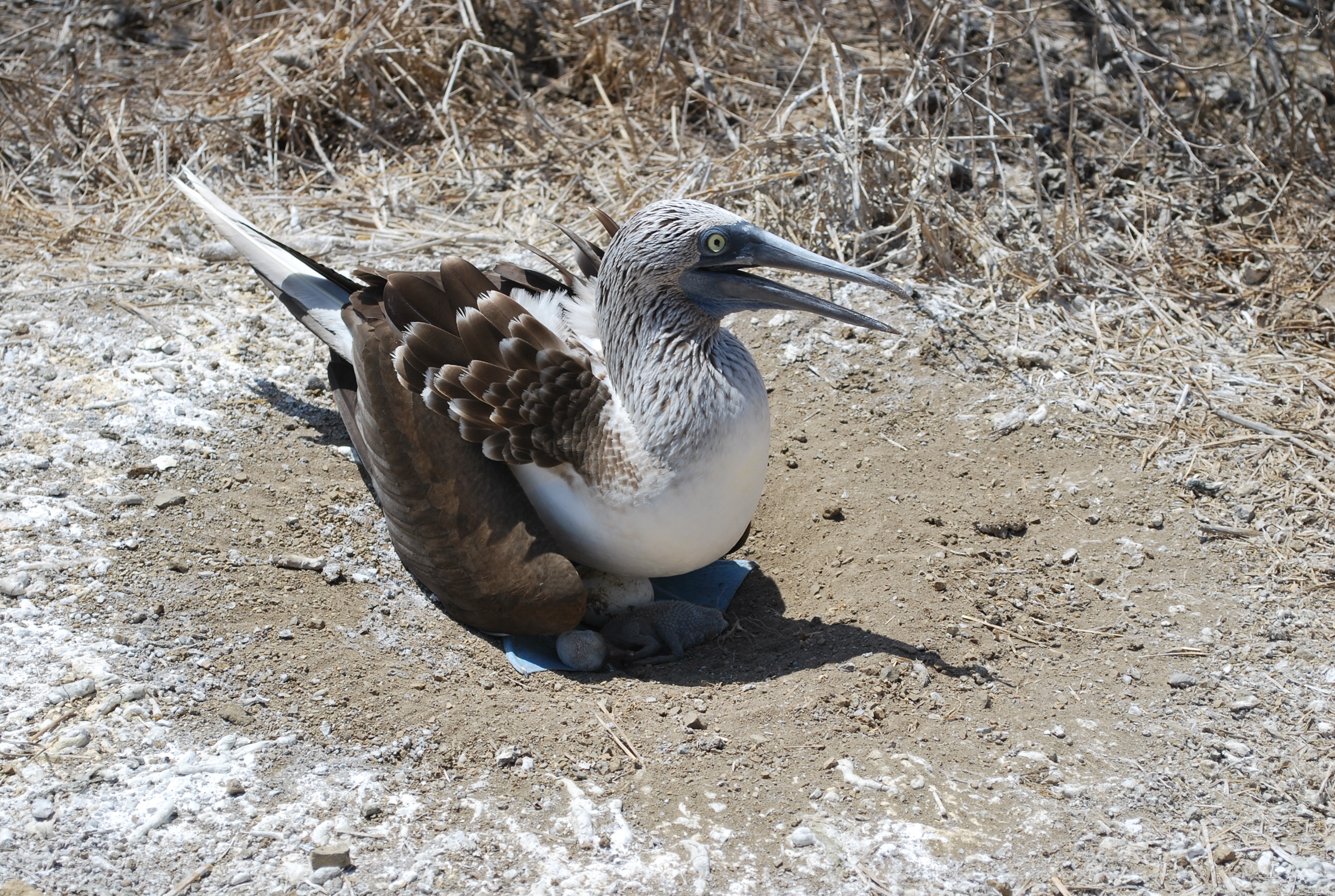
Amb ou i cria nova
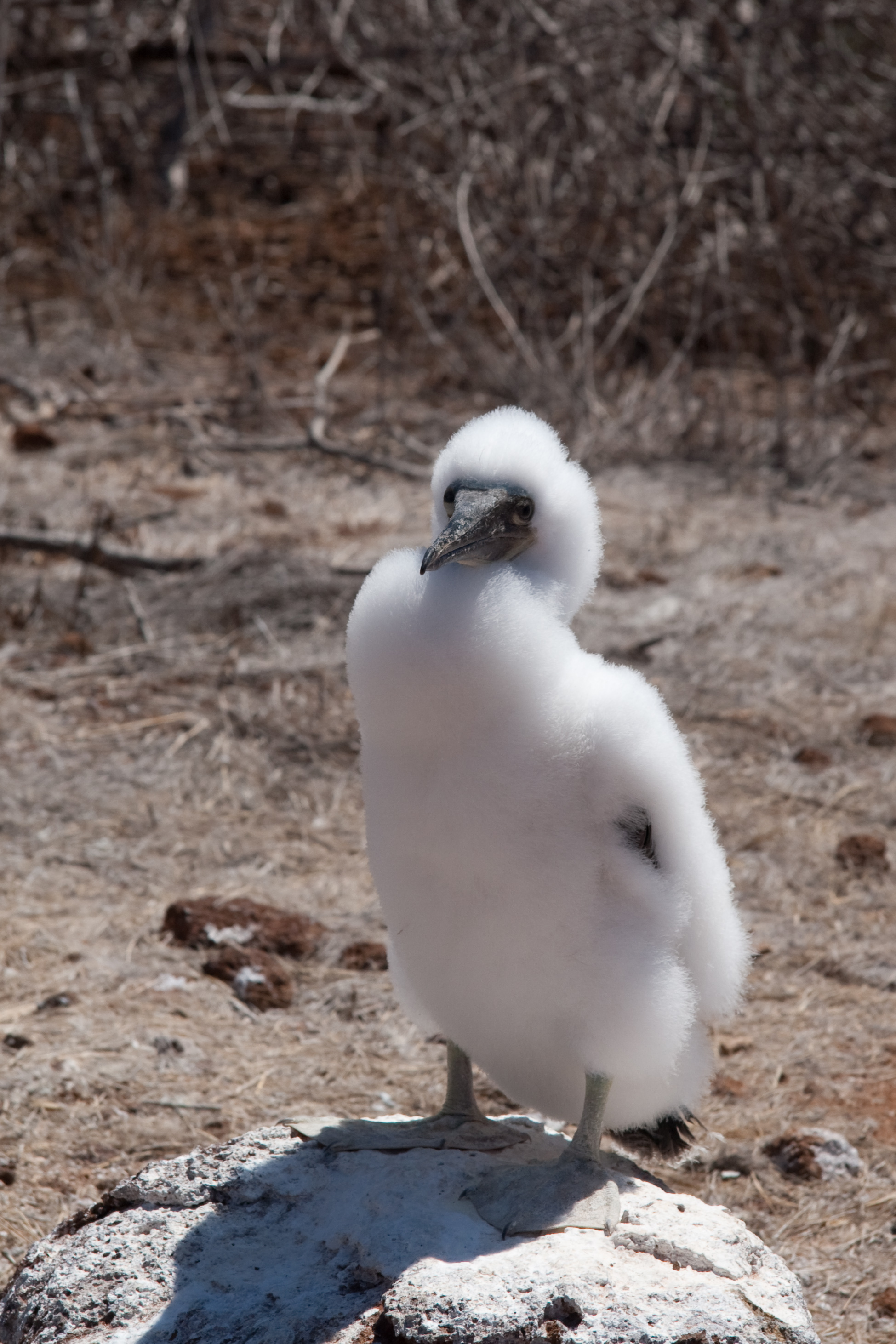
Pollet

Igual que altres ocells de mida sexual dimòrfica, les femelles de mascarell camablau solen afavorir el sexe més petit durant les èpoques d'escassetat d'aliments. Els pollets de mascarell camablau no mostren diferències clares de mida segons el sexe, però les femelles creixen més ràpidament que els mascles, la qual cosa significa que requereixen una inversió més gran dels pares. El mascarell camablau mostra un comportament que es descriu a la hipòtesi d'inversió flexible, que afirma que una femella ajusta l'assignació de recursos per maximitzar l'èxit reproductiu durant la seva vida. Això es va demostrar en un experiment en què les femelles tenien les seves plomes de vol retallades, de manera que havien de gastar més energia durant els vols per obtenir aliments per a les seves cries. Les femelles d'aquestes mares estaven més afectades que els seus germans, ja que tenien masses corporals més baixes i longituds d'ala més curtes.
Els criatures tenen més probabilitats de convertir-se en adults reproductors quan un progenitor és vell i l'altre jove. Es desconeix el motiu d'això, però els cries amb pares d'edats diferents estan menys infectats per paparres.

#### Jerarquia de cria a causa de l'eclosió asíncrona
El mascarell camablau pon d'un a tres ous en un niu alhora, encara que el 80% dels nius només contenen dos ous. Els ous es posen amb cinc dies de diferència. Un cop posat el primer ou, s'incuba immediatament, la qual cosa provoca una diferència en els temps d'eclosió dels pollets. El primer pollet desclou quatre dies abans que l'altre, de manera que rep una avantatge de quatre dies en creixement en comparació amb el seu germà petit. Aquesta eclosió asíncrona té molts propòsits. En primer lloc, espaia el període difícil en la cria durant el qual els pollets nounats són massa febles per acceptar aliments regurgitats. A més, redueix la possibilitat que els pares pateixin una pèrdua total de cria a causa de depredadors com la falsa coral (Lampropeltis triangulum).
L'eclosió asíncrona també pot reduir la rivalitat entre germans. Les cries sincròniques manipulades experimentalment van produir pollets més agressius; els pollets de les cries asíncrones eren menys violents. Aquest patró de comportament es pot dir que es produeix a través d'una jerarquia de cria clarament establerta en germans nascuts de manera asíncrona. Tot i que l'eclosió asíncrona no és vital per a la formació de jerarquies de cria (les cries experimentalment sincròniques també les van establir), sí que ajuda a la reducció eficient de la cria quan els nivells d'aliment són baixos. Els pollets subordinats de les cries asíncrones moren més ràpidament, alliberant així els pares de la càrrega d'alimentar ambdues cries quan els recursos són insuficients per fer-ho correctament.

#### Caïnisme facultatiu
Els pollets de mascarell camablau practiquen el caïnisme facultatiu, optant per provocar la mort d'un germà en funció de les condicions ambientals. El pollet A, que desclou primer, matarà el pollet B més jove si hi ha escassetat d'aliments. La disparitat de mida inicial entre el pollet A i el pollet B es manté almenys durant els dos primers mesos de vida. Durant les èpoques d'escassetat, el pollet A pot atacar el pollet B picotejant vigorosament el seu germà petit, o simplement arrossegar el seu germà petit pel coll i expulsar-lo del niu. Els experiments en què els colls dels pollets es van tancar amb cinta adhesiva per inhibir la ingestió d'aliments van demostrar que l'agressivitat dels germans B augmentava bruscament quan el pes dels pollets A baixava per sota del 20-25% del seu potencial. Es va produir un fort augment del picoteig per sota d'aquest llindar, cosa que indica que el caïnisme és, en part, provocat pel pes del pollet dominant, i no només per la diferència de mida entre els germans. Les cries més joves (les de menys de sis setmanes) tenien una taxa de picoteig tres vegades superior que les cries més grans. Potser això es deu a la relativa incapacitat dels pollets B joves per defensar-se d'un atac de pollets A.
El germà gran també pot perjudicar el més petit controlant l'accés al menjar lliurat pels pares. Els pollets A sempre reben menjar abans que els pollets B. Encara que els pollets subordinats demanen tant com els seus germans dominants, els pollets més grans són capaços de desviar l'atenció dels pares cap a ells mateixos, ja que la seva gran mida i la seva visibilitat serveixen com a estímuls més efectius.
No obstant això, un altre experiment va demostrar que els pollets de mascarell camablau no funcionen exclusivament per la «hipòtesi de les restes», on els pollets més joves només s'alimenten després que els més grans estiguin completament saciats. En canvi, els investigadors van identificar un cert grau de tolerància cap al germà petit durant períodes a curt termini d'escassetat d'aliments. Aquesta hipòtesi suggereix que els pollets grans redueixen la ingesta d'aliments moderadament, el suficient perquè el germà petit no es mori de gana. Tot i que aquest sistema funciona durant l'escassetat d'aliments a curt termini, és insostenible durant períodes prolongats d'escassetat. En aquest darrer cas, el germà gran acostuma a tornar-se agressiu i caïnista.

#### El paper dels pares en el caïnisme
Els pares de mascarell camablau són espectadors passius d'aquest conflicte entre les seves cries. No intervenen en les lluites de la seva descendència, ni tan sols al punt del caïnisme. Fins i tot sembla que els pares mascarell camablau faciliten la desaparició del germà petit creant i mantenint la desigualtat entre els dos pollets. Reforcen la jerarquia de cria alimentant el pollet dominant amb més freqüència que el subordinat. Així, responen a la jerarquia de cria i no al nivell de mendicitat a l'hora de decidir quin pollet alimentar, ja que ambdós pollets demanen en quantitats iguals. Aquest nivell de passivitat cap a la possible mort de la seva descendència més jove pot ser una indicació que la reducció de cria és avantatjosa per als pares. La «hipòtesi de l'ou d'assegurança» considera el segon ou i el pollet resultant com a assegurança per als pares en cas que el primer ou no desclogui o si els nivells d'aliment són més alts del que s'esperava.

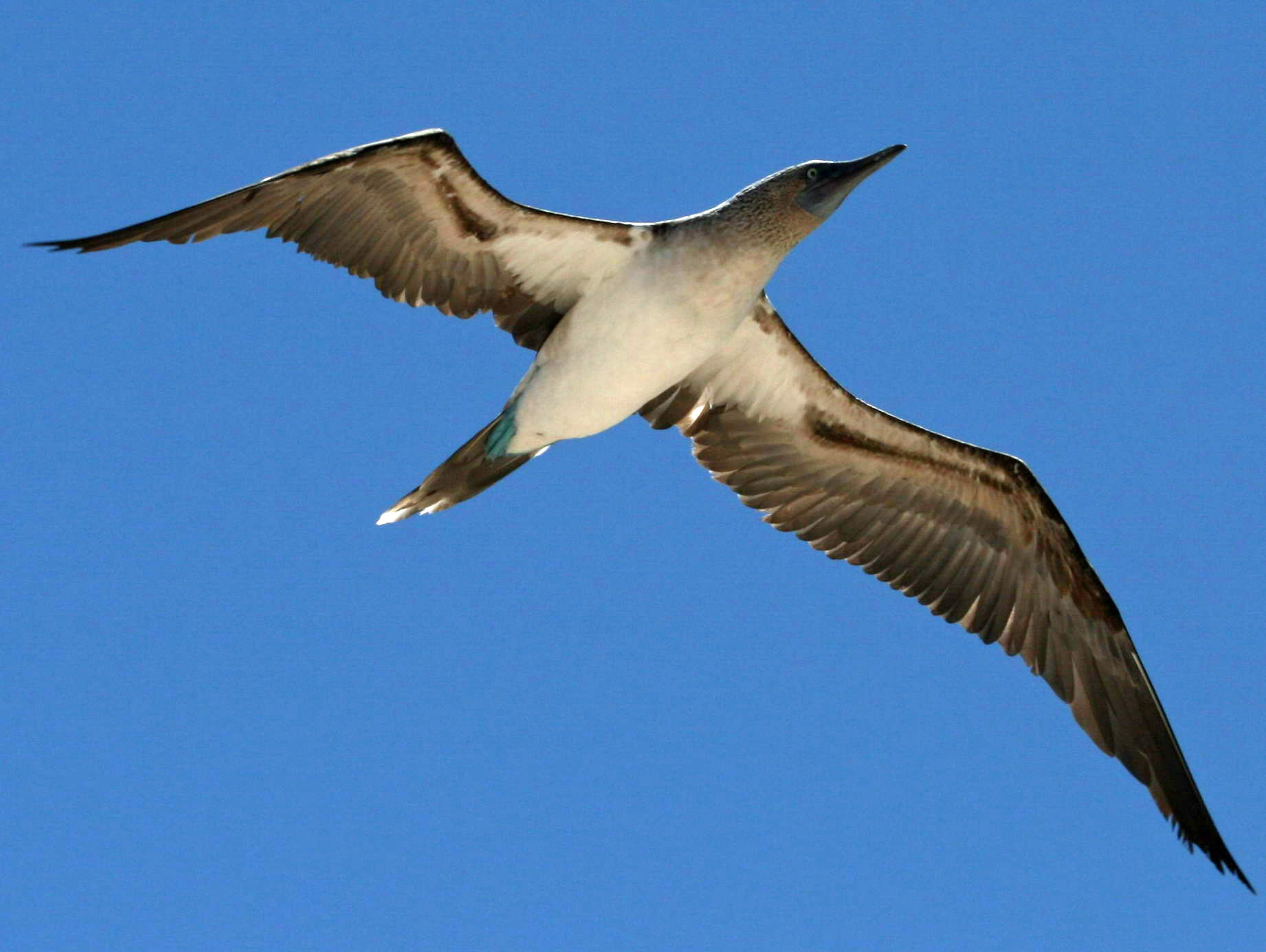
Mascarell camablau volant
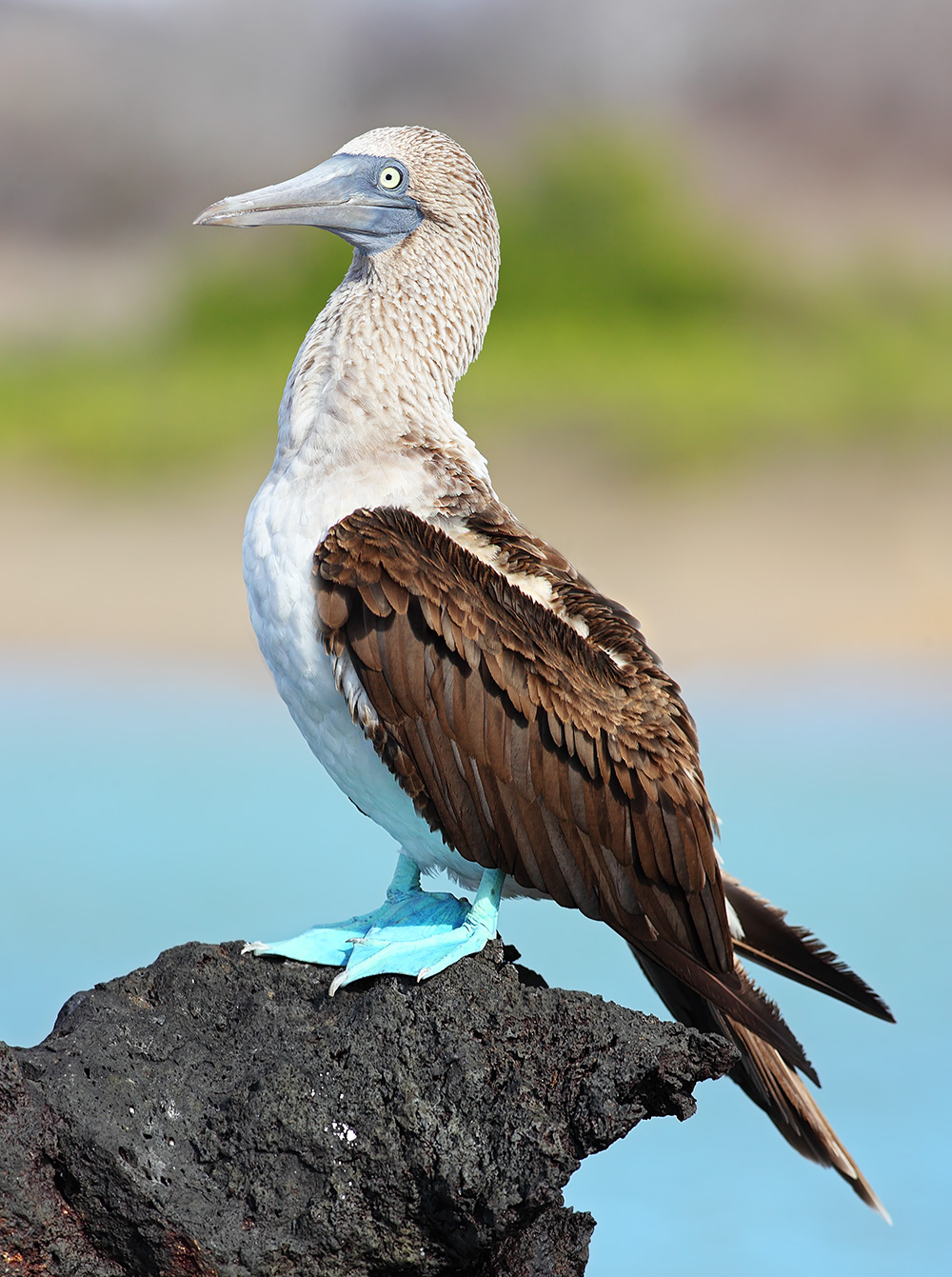
Mascarell camablau a les illes Galápagos

No obstant això, els pares mascarell camablau poden no ser tan indiferents com semblen. El comportament dels pares descrit anteriorment pot estar emmascarant el conflicte entre pares i fills. Els pares de mascarell camablau fan nius a zones escarpades que serveixen per dissuadir l'expulsió primerenca del pollet petit per part del germà gran. Això contrasta directament amb el mascarell emmascarat (Sula dactylatra), una espècie en què el caïnisme és obligatori a causa de la facilitat amb què els germans grans poden expulsar els pollets més joves dels seus nius plans. Quan es van aplanar experimentalment els nius de mascarell camablau, els pares els van restaurar a la seva inclinació original. Els pollets de mascarell camablau que es van col·locar en nius de mascarells emmascarats eren més propensos a participar en caïnisme, cosa que revela que la cura dels pares afecta d'alguna manera el nivell de caïnisme. Els pares també semblen respondre amb més freqüència als pollets que es troben en condicions corporals més pobres durant els períodes de privació d'aliments. L'anàlisi de la massa d'ous mostra que a les postes produïdes a l'inici de l'època de cria, el segon ou d'un niu era, de mitjana, un 1,5% més pesat que el primer. Atès que els ous més pesats donen lloc a pollets més grans que tenen una major aptitud, aquesta evidència indica que els pares poden intentar rectificar els desavantatges que acompanyen una data d'eclosió tardana invertint més en el segon ou. L'anàlisi hormonal dels ous també mostra que no sembla existir cap favoritisme dels pares pel que fa a l'assignació d'andrògens. Això pot ser simplement perquè l'espècie ha desenvolupat maneres més senzilles de manipular les asimetries i maximitzar la producció reproductiva dels pares. El que al principi pot semblar que és la cooperació dels pares amb el pollet gran, de fet, pot emmascarar un conflicte genètic entre pares i descendència.

#### Efectes a llarg termini de les jerarquies
Sempre existeix una relació dominant-subordinada entre els pollets d'una cria. Tot i que els pollets A dominants creixen més ràpidament i sobreviuen més enllà de la infància més sovint que els pollets B subordinats, no es veu cap diferència en l'èxit reproductiu entre els dos tipus de germans durant l'edat adulta. En un estudi longitudinal, no eren evidents efectes a llarg termini de les jerarquies de domini; de fet, sovint s'observava pollets subordinats produint nius propis abans que els seus germans dominants.

### Comunicació
Els mascarells camablaus emeten grunyits o crits sorollosos o polisíl·labs i xiulets prims. Se sap que els mascles de l'espècie aixequen el cap i xiulen a una femella que passa. Aquestes exhibicions rituals també són una forma de comunicació.
Els companys es poden reconèixer pels seus xiulets. Tot i que els xiulets difereixen entre sexes, hi havia signatures individuals úniques. Tant els mascles com les femelles poden discriminar els xiulets dels seus companys de les altres.

### Disminució de la població
La preocupació per un descens de la població del mascarell camablau de les illes Galápagos va impulsar un projecte de recerca en la seva causa. El projecte, finalitzat l'abril de 2014, va confirmar el descens de la població. La població de mascarell camablau sembla tenir problemes per reproduir-se, per la qual cosa està disminuint lentament. Es tem que la caiguda sigui a llarg termini, però cal recopilar dades anuals per a una conclusió ferma que no es tracta d'una fluctuació normal.
Els problemes alimentaris poden ser la causa d'un fracàs observat de les aus fins i tot per intentar reproduir-se. Això està relacionat amb una disminució de les sardines (Sardinops sagax), una part important de la dieta del mascarell camablau. Els treballs anteriors a l'illa d'Española van tenir èxit en la cria de mascarells camablaus que tenen accés a sardines, en aquest cas la seva dieta consisteix essencialment íntegrament en sardines. No obstant això, la sardina està molt absent de la zona d'Española des de l'any 1997, com s'ha demostrat en el mascarell de Grant (Sula granti), que també prefereixen les sardines, però poden reproduir-se amb altres preses. El 2012-2013, aproximadament només la meitat de les preses de la dieta del mascarell eren sardines. No es va veure cap evidència d'altres possibles causes de la disminució, com ara els efectes dels humans, els depredadors introduïts o les malalties.